# جيسي رامسدن
جيسي رامسدن (بالإنجليزية: Jesse Ramsden)‏ ـ (6 أكتوبر 1735 ـ 5 نوفمبر 1800) هو رياضياتي وصانع آلات فلكية وعلمية إنجليزي. حصل على وسام كوبلي سنة 1795 لدوره في ابتكار وتحسين العديد من الآلات العلمية.
انتُخب زميلًا للجمعية الملكية في سنة 1786، ثم زميلًا للجمعية الملكية في إدنبرة نحو سنة 1798.

## روابط خارجية
- جيسي رامسدن على موقع الموسوعة البريطانية (الإنجليزية)